# Dobšice, Nymburk
Dobšice là một làng thuộc huyện Nymburk, vùng Středočeský, Cộng hòa Séc.